# Basie van Wyk
Pour les articles homonymes, voir Basie.
Pas d'image ? Cliquez ici

a Compétitions nationales et continentales officielles uniquement.

b Matchs officiels uniquement.
Dernière mise à jour le 13 janvier 2025.
Christiaan Johannes (Basie) van Wijk, plus connu simplement comme Basie van Wyk, né le 5 novembre 1923 à Vryburg (Afrique du Sud) et décédé le 29 août 2002 à Warm Baths (Afrique du Sud), était un joueur de rugby à XV qui a joué avec l'équipe d'Afrique du Sud. Il évoluait au poste de troisième ligne aile.

## Biographie
Basie van Wyk a disputé son premier test match le 24 novembre 1951 contre l'Écosse. Il joua son dernier test match contre les Lions britanniques et irlandais le 6 août 1955.
Après une interruption due à la seconde Guerre mondiale de 11 ans, le premier test match d'une série de quatre des Springboks se dispute en 1949 contre l’équipe de Nouvelle-Zélande. Les All-Blacks n'emportent aucun match de cette série, perdant 15-11, 12-6, 9-3, 11-8. Danie Craven débute comme entraîneur en 1949, et il commence sa carrière en réalisant un exploit: série victorieuse 4-0. Les Springboks enchaînent 10 victoires consécutives, les Springboks font une tournée en Grande-Bretagne, en Irlande et en France en 1951-1952. 
Les Springboks de 1951-1952 ont marqué l'histoire. Ils l'emportent sur l’Écosse 44-0, l'Irlande 17-5, sur le pays de Galles 6-3, ils gagnent l'Angleterre 8-3. Ils gagnent ensuite à Paris 25-3 contre la France après une victoire contre les Barbarians. 
Basie van Wyk fait partie de cette tournée. Il a inscrit un essai contre l'Écosse, il inscrit deux essais contre l'Irlande, un autre contre la France.
En 1953, les Springboks dispute une série de 4 matchs contre les Wallabies et pour le premier test à l'Ellis Park, c'est une victoire de l'Afrique du Sud 25-3. Les Australiens sortent applaudis debout le 5 septembre 1953 à Newlands au Cap après une victoire 18-14 dans le 2e test. Le capitaine wallaby John Solomon est porté en triomphe par deux joueurs sud-africains. C'était la première défaite des Springboks depuis 15 ans et 1938,. Les deux matchs suivants se traduisent par deux victoires sud-africaines.
Basie van Wyk joue les quatre matchs et il inscrit 2 autres essais.
En 10 matchs, il compte 8 victoires et 2 défaites. La seconde Guerre mondiale l'a contraint à commencer sa carrière internationale à 28 ans.
Il a évolué avec le Transvaal avec qui il dispute la Currie Cup.

## Palmarès
- 10 test matchs avec l'équipe d'Afrique du Sud
- 8 victoires, 2 défaites
- 6 essais
- Test matchs par année : 3 en 1951, 2 en 1952, 4 en 1953, 1 en 1955

- grand chelem 1951-1952